# Francmasonería en Honduras

La escuadra (símbolo de la rectitud) y el compás (símbolo de los límites con los que debe mantenerse cualquier masón respecto a los demás, sobre todo respecto a los demás masones) son quizá los dos símbolos masónicos más conocidos. Aquí aparece también la letra "G", símbolo de la masonería que representa al Gran Arquitecto del Universo.

Francmasonería en Honduras, actividad masónica en la República de Honduras.

## Antecedentes
La masonería ha estado presente en la provincia de Comayagua, (Honduras) desde 1811 y ha incluido una serie de prominentes empresarios y políticos, pero no fue hasta en 1826 el Doctor Miguel José Echarri quien fue expulsado de Colombia, y establecido en Honduras, por motivos de política interna, aprovechó para iniciar en los Augustos Ministerios de la Masonería a don Dionisio de Herrera, quien fungía como Jefe Supremo de Estado de Honduras y a un joven Francisco Morazán, entre otros ciudadanos hondureños. Algunos historiadores concuerdan de que el viaje u/o expulsión de Francisco Morazán a Sudamérica, fue para encontrarse con sus hermanos, e influenciarse aún más en el camino del General Simón Bolívar “El Libertador” y del General José de San Martín, gran representante de Logia de Cádiz. A partir de ellos, también se conoce que fueron miembros de una hermandad el General José Trinidad Cabañas y el General e Ingeniero Terencio Sierra, de allí se deduce sus sueños de construir un estado independiente y soberano, aparte de la monarquía y el conservadurismo. Aunque no dudamos que en la provincia y en el siglo XIX fueron muchos los que pertenecían a logias francmasónicas muy en secreto, entre ellos españoles, capitalistas, criollos, mestizos, y otros que tenían oportunidades de viajar al extranjero.

## Primera Logia
La Gran Logia de la República de Honduras fue fundada en el 15 de mayo de 1922, fundada por las tres instaladas logias en la República de Honduras, La Primera logia fundada en la capital Tegucigalpa con el nombre de Respetable Logia Simbólica Igualdad No. 1, en sus talleres se práctica exclusivamente el Rito Escocés Antiguo y Aceptado,, La segunda fundada en 1900 en San Pedro Sula, con el Nombre de Eureka No. 2, Vale mencionar que esta logia había sido fundada anteriormente con el Nombre de Eureka No, 14 del Gran Oriente de Centro America, y la Tercera Logia, Fundada en la Ceiba Atlantida, con el Nombre Agustin Disdier, Anteriomente llamada la Altlandida No.21, con ellas se inicia el camino a institucionalizar la masonería en todo el territorio hondureño, La Gran Logia forma parte de la Confederación Masónica Interamericana y Confederación Masónica Centroamericana y el Caribe COMACA, y Reconocida por la Gran Logia Unidad de Inglaterra UGLE.
Según los registros la primera logia fue fundada mediante carta de dispensa en 1897; pero, desde 1819 se tiene conocimiento que los miembros de la francmasonería ya se hacían presentes dentro de la sociedad hondureña. El 22 de febrero de 1898 fue celebrada la primera junta e instalada el primer “Taller” al que llamarían Logia Morazán No. 14 que trabajó hasta 1906. Siendo los fundadores. El polaco francés José Teofile Leonard que fue el primer Venerable Maestro entre el 22 de febrero de 1898 al mes de enero de 1901, Terencio Sierra, José León Castillo, Miguel Ángel Ugarte, Sotero Barahona, Alfredo Quiñónez, José Sampera Vila, Manuel Ugarte, Ernesto Martínez López, Miguel Montes de Oca, Eduardo Guillén, Timoteo Miralda, Jerónimo Zelaya e Ignacio Fiallos. La actividad masónica tuvo gran apoyo del entonces ministro de Fomento y Obras Públicas, el berlinés Francisco Altschul Tiejen.

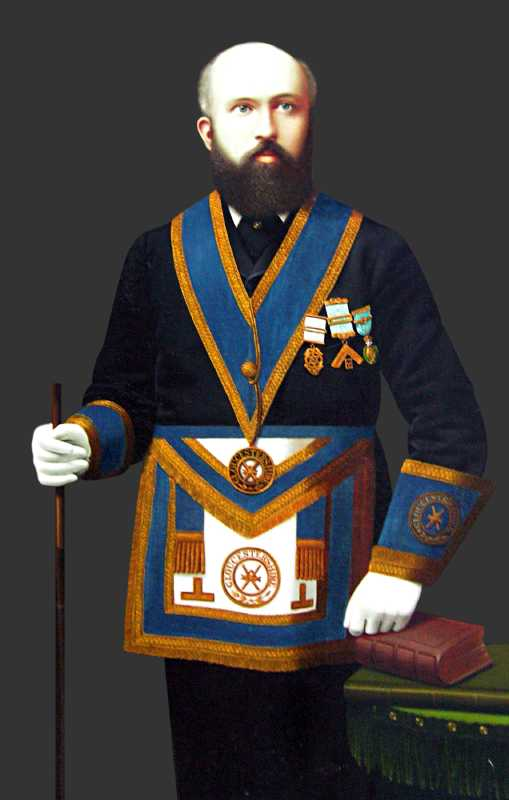
Imagen de un Francmasón del.

A finales del siglo XIX aparece la primera Logia en la ciudad de San Pedro Sula, Cortés aunque la misma no fue fundada, sino hasta el 20 de marzo de 1900 con el nombre de Logia Eureka No. 19. Entre sus fundadores figuraban los señores: Sotero Barahona, José Pérez Gómez, Federico Freud, César Fúnez, Andrés Grombach, Manuel Antonio Bonilla, José Máximo Rivera, y otros miembros activos como son: Julio Grave de Peralta, Ricardo Collier, Jesús Paz, Francisco Sunseri, Jacinto A. Meza, Coronado Chávez, Santiago Chávez, Catarino Rivas Chávez, Adrián Carón, Antonio S. Maradiaga, Juan Dubois, J.M. Mitchell, Pilar M. Martínez, Saturnino Pacheco Bográn, Miguel Paz Barahona.
En 1903 con el ascenso del general Manuel Bonilla, los talleres fueron interrumpidos debido a que Bonilla, entre sus allegados conservadores, existían antimasones.
La otra logia que apareció en la costa norte de Honduras en la ciudad de La Ceiba, lo hizo en 1896 con el nombre de El Mundo Marcha No. 1 no sé dice que fue la primera ya qué fue regulada hasta 1900, sus fundadores fueron, el cubano Teodoro Duque de Estrada, el norteamericano Feredic Sanque y el puertorriqueño Mariano Guerrero,   los iniciados en este taller fueron: Anacleto A. Antúnez, Concepción Bueso, Florencio Pérez, Francisco Matute, Julio Gravé de Peralta, Lorenzo E. Castillo y Manuel G. de Peralta, en 1905 fue bautizada Logia Atlántida No. 21 obra de José Teofile Leonard, Agustín Disdier, José Coeto, Simón Barrio, Viril C. Reinolds, A. R. Taylor y José Stalling, con fecha 26 de febrero de 1920 la Logia se llamó como Atlántida No. 3 según Acuerdo de la Representación del Supremo Consejo Centroamericano y después fue nuevamente rebautizara como logia Agustin Disdier No. 3 en fecha 6 de marzo del mismo año.

## La masonería en Tegucigalpa
El 28 de abril de 1911 se reúnen en la capital hondureña un grupo de personas bajo los auspicios y venia del entonces presidente de la nación Francisco Bertrand Barahona, que también era masón, con el fin de realizar una junta preparatoria para la fundación del  “Taller” Logia en Honduras al que bautizaron con el nombre Igualdad. La carta de dispensa se fechó para el 21 de julio del mismo año y fue instalada hasta el 15 de noviembre del corriente año, con el nombre de Igualdad No. 1. El templo para la venerable hermandad se inauguraría cuatro años después en 1915; después de arduos trabajos para ello, empezándose con la idea del proyecto el 24 de octubre de 1913 seguidamente la adquisición de un terreno y después con la iniciación del edificio, que no sería hasta el mes de noviembre de 1913 bajo la dirección del arquitecto Miguel Turcios Reina y terminado que fue inaugurado en 1915 a un costo de aproximados 32,886.77 pesos hondureños en plata.
La Gran Logia de Honduras fue fundada el 16 de mayo de 1922, siendo el Gran Maestro el doctor Federico C. Canales, esta logia esta sobre las demás logias nacionales. Los miembros fundadores fueron los señores: Francisco Bertrand Barahona, Maximiliano Sagastume, Mónico Zelaya, Miguel Oquelí Bustillo, Timoteo Miralda, Urbano Ugarte, Julián Baires, Miguel R. Durón, Federico C. Canales, Ramón Landa, Purificación Estrada, José Agapito Fiallos Villafranca, Feliciano J. Castro, Carlos Hartling, y Silverio Laínez. Dicho inmueble fue dañado severamente con el paso del huracán Mitch en 1998.
En el Museo de Historia Republicana Villa Roy en la ciudad de Tegucigalpa, M.D.C. existe un apartado donde pueden apreciarse objetos y documentos francmasónicos hondureños.

## Algunas logias Hondureñas activas
- "Igualdad" n.º 1, en Tegucigalpa
- "Miguel Paz Barahona" n.º 2, en San Pedro Sula
- "Agustín Disdier" n.º 3, en La Ceiba
- "Libertad" n.º 4, en Santa Rosa de Copán
- "Estrella del Norte" n.º 5, en Puerto Cortés
- "Terencio Sierra" n.º 6, en Tegucigalpa
- "Gustavo A. Castañeda" n.º 7, en Tela
- "Firmeza" n.º 8, en Danlí
- "Fraternidad" n.º 10, en La Lima
- "Francisco Morazán" n.º 11, en Tegucigalpa
- "Progreso" n.º 12, en El Progreso
- "Centro America" N.º 13, en Comayagua

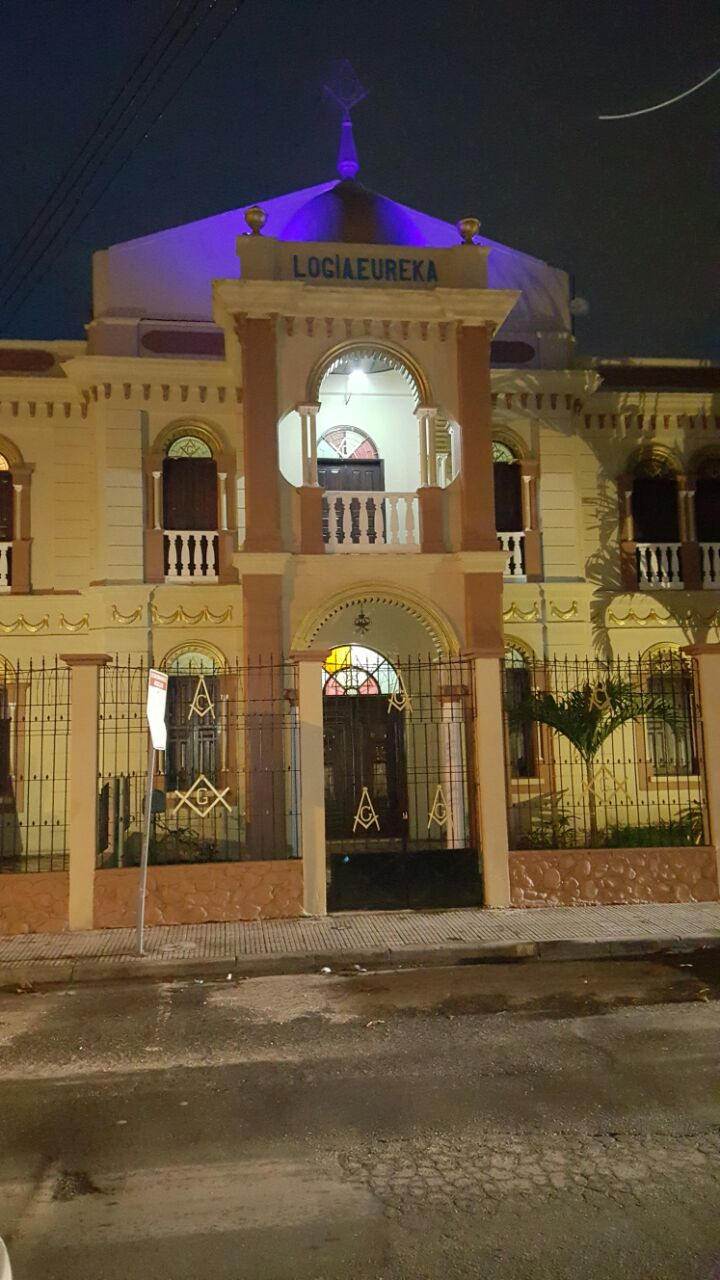
Templo Eureka de la Logia Masónica Miguel Paz Barahona n.º 2 en San Pedro Sula.(Foto: Alex Cruz)

## Miembros
A lo largo de la historia masónica hondureña, se han destacado los presentes ciudadanos como importantes miembros de las logias:  
- Abraham Bueso Pineda,
- Adrián Carrion,
- Agustín Disdier,
- Alfredo Cálix Bardales (grado XXXIII),
- Alfredo Quiñónez,
- Alonso Benaton,
- Anacleto A. Antúnez,
- Andrés Grombach,
- Antonio López Gutiérrez,
- Antonio S. Maradiaga,
- Calixto García A. (grado XXX),
- Camilo Girón López,
- Carlos Hartling,
- Carlos H. Lubbe,
- Carlos Inestroza Morán,
- Carlos L. Alfonso,
- Carlos Zúñiga Figueroa,
- Catarino Rivas Chávez,
- César Fúnez,
- César López Urquía,
- Concepción Bueso,
- Constantino O´nini,
- Coronado Chávez,
- Cosme García Carranza,
- Daniel Germer (grado XVIII),
- Dionisio de Herrera,
- Domingo Galván, (grado XXX)
- Domingo Sagastume,
- Eduardo Guillén,
- Ernesto Fiallos, (grado XXXII)
- Ernesto Martínez López,
- Eulogio E. Castellanos,
- Federico C. Canales,
- Federico Freud,
- Federico Sanque, (grado XVIII)
- Feliciano J. Castro,
- Fernando Rheimbolt,
- Fernando Zepeda Durón,
- Florencio Pérez,
- Francisco Altschul Tiejen,
- Francisco Bertrand Barahona,
- Francisco Sunseri,
- Germán Salinas Castro
- Héctor Pérez Estrada,
- Ignacio Fiallos,
- Isidoro Fortín,
- J. Edgardo Valenzuela,
- J. M. Mitchell,
- Jacinto A. Meza,
- Jerónimo J. Reina,[Nota 7] (grado XVIII)
- Jerónimo Zelaya,
- Jesús María Rodríguez Orellana,
- Jesús Paz,
- José Agapito Fiallos Villafranca,
- José Francisco Morazán Quesada,
- José Coeto,
- José Héctor Gómez,
- José Máximo Rivera,
- José León Castillo,
- José Pérez Gómez,
- José Sampera Vila,
- José Trinidad Cabañas Fiallos,
- José Valentín Vásquez Silva[Nota 8]
- Juan Dubois,
- Juan Manuel Gálvez,
- Julián Baires,
- Julio Alejandro Guerra,
- Julio Azpuru España,
- Julio Grave de Peralta,
- Jorge Alberto Lagos Linck
- Lorenzo E. Castillo,
- Luciano Milla Cisneros,
- Luis Bográn, (grado XVIII)
- Luis Rodríguez Ordóñez
- Luis Suazo, (grado III)
- Manuel Antonio Bonilla, (grado XXXII)
- Manuel F. Barahona,
- Manuel Ugarte,
- Mariano Guerrero, (grado III)
- Mariano Moncada Sarabia,
- Mauricio Ramírez,
- Maximiliano Sagastume,
- Miguel Antonio Alvarado Ordóñez[Nota 9]
- Miguel Ángel Ugarte,
- Miguel Díaz Gómez,
- Miguel Montes de Oca,
- Miguel Ángel Zúñiga Huete,
- Miguel Oquelí Bustillo,
- Miguel Paz Barahona,
- Miguel R. Dubón,
- Mónico Zelaya,
- Pascual P. Barahona,
- Pedro Coronado Ramírez Tábora,
- Pedro Pacheco B.
- Pilar M. Martínez,
- Policarpo Bonilla
- Presentación Centeno,
- Purificación Estrada,
- Ramón Landa,
- Ramón López Cobos, (grado XVIII)
- Raúl Cardona,
- René Sagastume,
- Ricardo Collier,
- Romualdo Elpidio Mejía,
- Romualdo B. Zepeda,
- Salvador Moncada,
- Salomón Bueso V. (grado XVIII)
- Salomón G. Cuadra,
- Salvador C. Mendoza,
- Salvador Aguilar Cálix,
- Salvador Zelaya,
- Santiago Chávez,
- Saturnino Pacheco Bográn,
- Segundo Maresma,
- Silverio Laínez,
- Sotero Barahona,
- Teodoro Duque de Estrada, (grado XVIII)
- Terencio Esteban Sierra Romero,
- Timoteo Miralda,
- Urbano Ugarte,
- Ulisses Meza Calix,
- Vicente Mejía Colindres,
- Vicente Tosta Carrasco,
- Víctor Pineda Flores,
- Vidal Mejía.